# Бандьера, Ирма
И́рма Бандье́ра (итал. Irma Bandiera; 8 апреля 1915, Болонья — 14 августа 1944, там же) — итальянская партизанка-антифашистка, участница Движения Сопротивления.

## Биография
Родилась в богатой семье. В годы Второй мировой войны вступила в 7-ю бригаду имени Гарибальди, которая вела боевые действия в Болонье. Была известна под именем «Мимма».
Во время транспортировки оружия в учебный лагерь Кастель-Маджоре была арестована фашистами и подверглась пыткам. 14 августа 1944 года была расстреляна в Мелончелло (Болонья). В течение всего дня её тело было выставлено на всеобщее обозрение около её же дома.
Летом 1944 года её имя получила 1-я гарибальдийская бригада в Болонье. В Болонье установлена мемориальная табличка на улице, названной в честь Ирмы; в ряде городов и коммун Италии её имя носят улицы.